# Río Tamuxe
El río Tamuxe, también conocido como río Carballas y Carballo, es un río de la provincia de Pontevedra, Galicia, España, afluente del río Miño en su tramo final, a pocos kilómetros de su desembocadura en el océano Atlántico. 

## Curso
Nace en el ayuntamiento de Oya, riega el Valle del Rosal y desemboca en Pías, San Miguel de Tabagón, en el concejo de El Rosal.
Es un río corto pero que llega a tener un abundante caudal. Posee numerosos molinos y pesquerías que además de la pesca deportiva ofrecen la posibilidad de bañarse con zonas amplias y profundas, mayores de dos metros, en el verano.
En su cabecera se encuentran los pozos de Loureza, en el lugar del mismo nombre dentro del concejo de Oya. En ellas es posible nadar, tirarse al agua desde diferentes alturas y tomar el sol; además es habitual la práctica del nudismo.

## Etimología
El nombre del río es pre-romano, de una raíz indoeuropea *tam- "de color oscuro", que aparece en otros hidrónimos gallegos: Tambre, Támoga, Támega, y también en otros países europeos, como el británico Támesis, en inglés Thames.

## Galería de imágenes

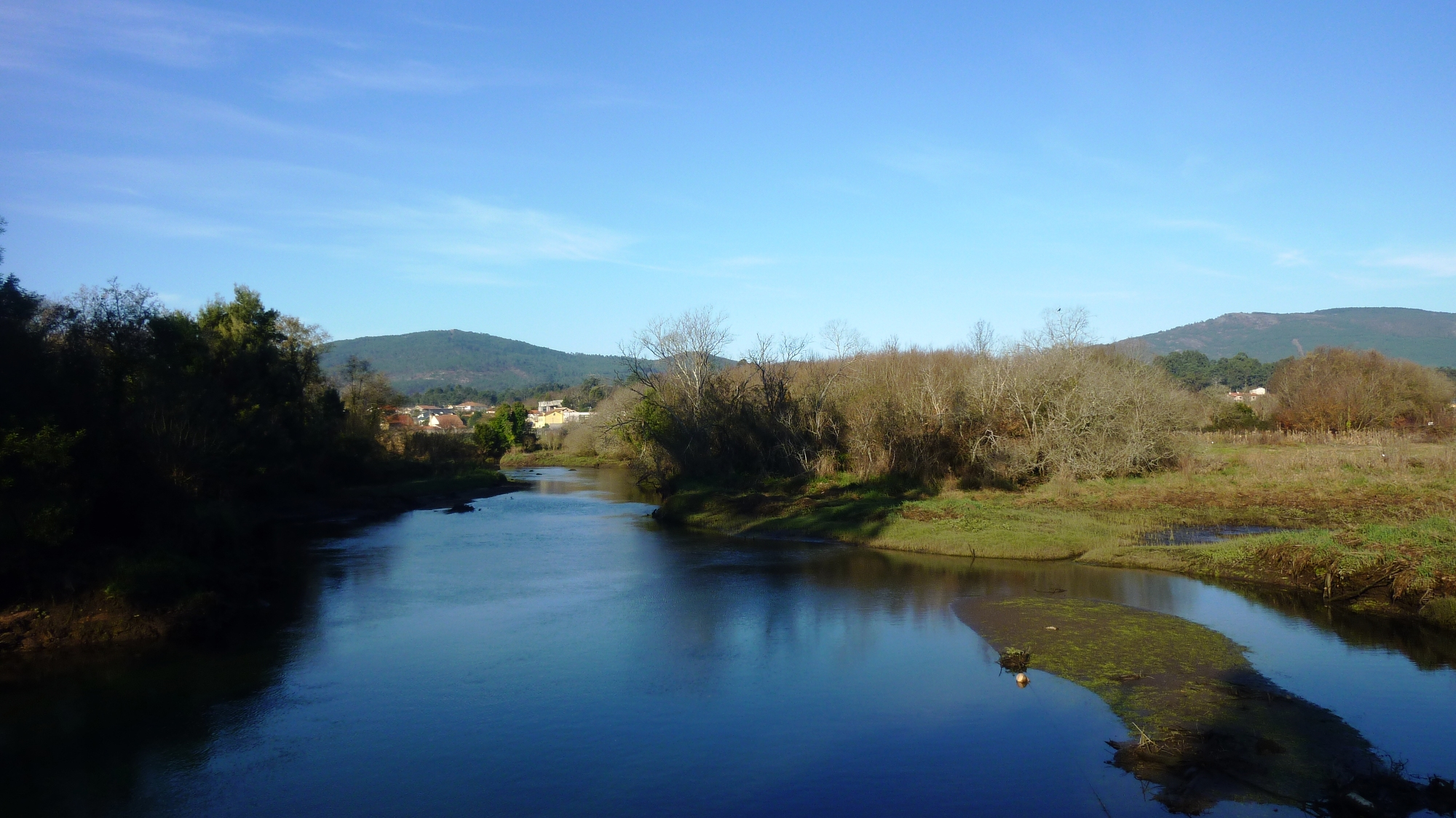
En O Rosal.
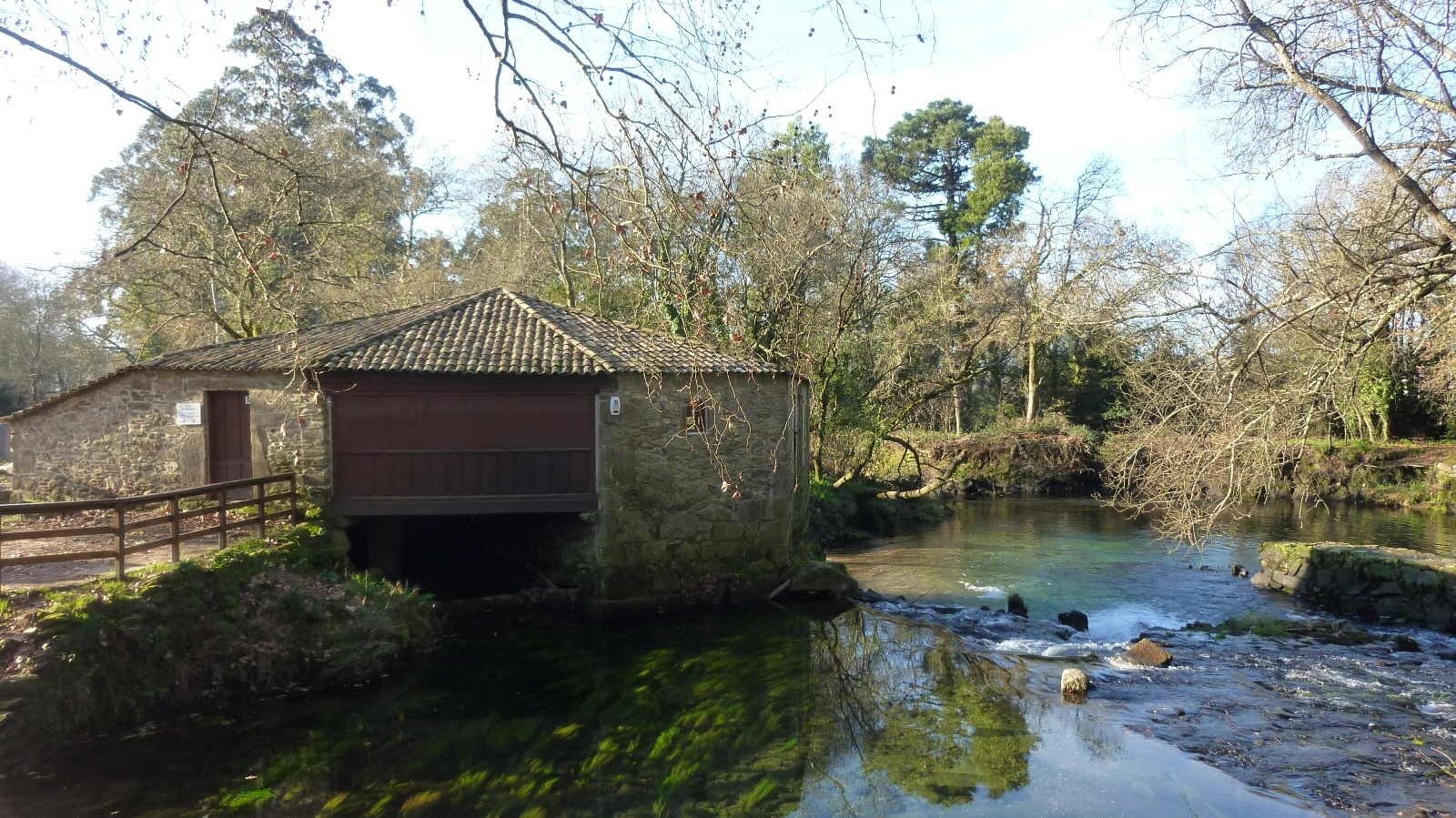
Molino de las Aceñas.
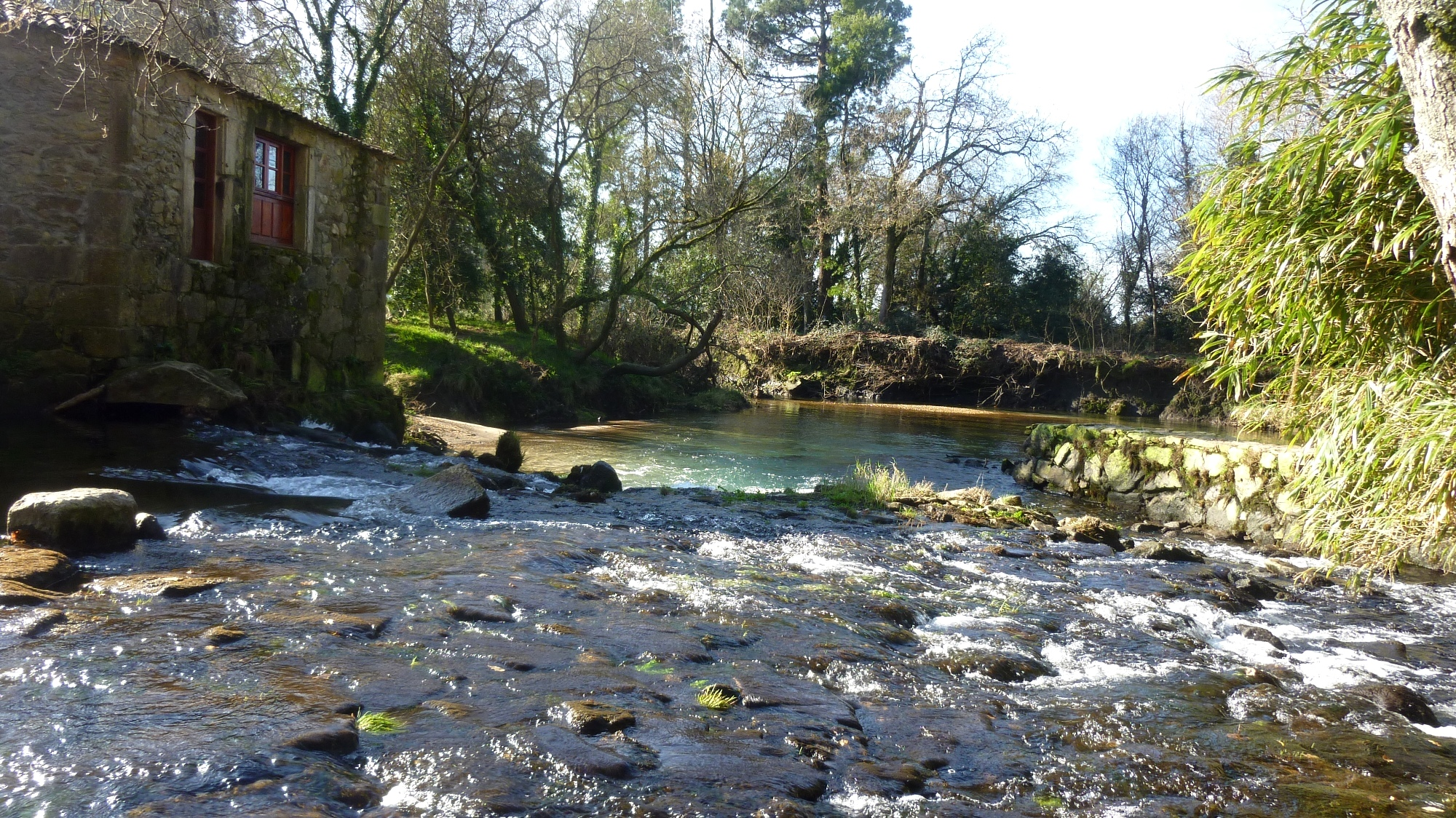
Ídem.